# Ujście Odry i Zalew Szczeciński
Ujście Odry i Zalew Szczeciński este o arie protejată (sit de importanță comunitară — SCI) din Polonia întinsă pe o suprafață de 53.356,36 ha, integral pe uscat.

## Localizare
Centrul sitului Ujście Odry i Zalew Szczeciński este situat la coordonatele 53°46′05″N 14°27′15″E / 53.7681°N 14.4543°E.

## Înființare
Situl Ujście Odry i Zalew Szczeciński a fost declarat sit de importanță comunitară în aprilie 2004 pentru a proteja 13 specii de animale.

## Biodiversitate
Situată în ecoregiunea continentală, aria protejată conține 19 habitate naturale: Mlaștini alcaline, Păduri de stejar sau de stejar și carpen sub-atlantice și medio-europene de Carpinion betuli, Păduri acidofile de stejar bătrân cu Quercus robur pe câmpii nisipoase, Mlaștini împădurite, Păduri aluvionare cu Alnus glutinosa și Fraxinus excelsior (Alno-Padion, Alnion incanae, Salicion albae), Estuare, Lagune de coastă, Faleze cu vegetație de pe coastele atlantice și baltice, Salicornia și alte specii anuale care populează regiunile mlăștinoase și nisipoase, Pășuni atlantice udate de apa mării (Glauco-Puccinellietalia maritimae), Pășuni continentale udate de apa mării, Dune împădurite din regiunile atlantică, continentală și boreală, Vegetație psamofilă uscată cu pășuni deschise de Corynephorus și Agrostis, Lacuri eutrofice naturale cu vegetație de tip Magnopotamion sau Hydrocharition, Râuri cu maluri nămoloase cu vegetație de Chenopodion rubri p.p. și Bidention p.p., Pajiști cu Molinia pe soluri calcaroase, turboase sau argilos-nămoloase (Molinion caeruleae), Liziere de ierburi înalte hidrofile de câmpie și de nivel montan până la alpin, Fânețe de joasă altitudine (Alopecurus pratensis, Sanguisorba officinalis), Mlaștini turboase de tranziție și turbării mișcătoare.
La baza desemnării sitului se află mai multe specii protejate:
- amfibieni (2): buhai de baltă cu burta roșie (Bombina bombina), triton cu creastă (Triturus cristatus)
- mamifere (4): liliac cârn (Barbastella barbastellus), castor (Castor fiber), vidră de râu (Lutra lutra), liliac comun (Myotis myotis)
- nevertebrate (1): Unio crassus
- pești (6): Alosa fallax, avat (Aspius aspius), Lampetra fluviatilis, săbiță (Pelecus cultratus), Petromyzon marinus, somonul (Salmo salar)